# Наблуський собор (1120)

Герб Єрусалимського королівства.

Наблуський собор — асамблея церковних і світських правителів Єрусалимського королівства, що відбулася в місті Наблус, Самарія 16 січня 1120 року. На соборі були ухвалені канони, які стали першим відомим писаним законодавством молодого королівства. Імовірно, саме під час собору в Наблусі Гуго де Пейн отримав згоду на створення лицарського ополчення (міліції) під назвою Бідні Лицарі Христа та Храму Соломона (лат. pauperes commilitones Christi Templique Solomonici), завданням якого було забезпечення безпеки подорожі до Єрусалиму численних християнських паломників. Через дев'ять років, на Соборі в Труа ціій міліції було надано власний статут і перетворено на чернечо-лицарський Орден тамплієрів.

## Історія
Собор скликаний у Наблусі патріархом Єрусалиму Гармондом та королем Єрусалиму Балдуїном II. Собор затвердив двадцять п'ять канонів, що стосувались як релігійних, так і світських справ. Собор в Наблусі носив амбівалентний характер і мав спільні риси як з церковним собором, так і з засіданням королівської ради. За словами Ганса Майєра, через релігійну природу багатьох канонів, його можна вважати як парламентом світського королівства, так і церковним синодом. Угода між патріархом і королем стала конкордатом, подібним до Вормського конкордату, підписаного двома роками пізніше.
Собор встановив перші писані закони для королівства. Особливу увагу Римо-католицька церква, що стала офіційною в Палестині, приділила спробам приборкати статеву розпусту серед хрестоносців, які активно знайомились з різними аспектами сексуальності східних країн, відмінних від сексуальних норм, що набули поширення в християнській Західній Європі після падіння Римської імперії. Собор в Наблусі вперше в історії католицької церкви прийняв закон, що визначив содомію як «злочин проти людського єства».
Собор не згадується в хроніці Фульхерія Шартрського, який служив у свиті Балдуїна II і мав бути присутнім на ньому. Ймовірно, це тому, що природа канонів, які стосувались ганебних злочинів і гріхів християнського населення, суперечила описам Фульхерієм Єрусалимського королівства як християнської утопії. Вільгельм Тірський, який писав близько шістдесяти років потому, включив детальний звіт про Собор, але забув записати самі канони, які, на його думку, були добре відомі, оскільки їх можна було знайти в будь-якій місцевій церкві; однак він також, ймовірно, хотів уникнути натяків, що раннє Королівство не було таким ідеалістичним та героїчним, як його пам'ятало його покоління.
Ймовірно, саме під час собору в Наблусі Гуго де Пейн отримав згоду від короля Балдуїна II і патріарха Гармонда на створення лицарського ополчення (міліції) під назвою Бідні Лицарі Христа та Храму Соломона (лат. pauperes commilitones Christi Templique Solomonici), завданням якого було забезпечення безпеки подорожі до Єрусалиму численних християнських паломників. Через дев'ять років, на Соборі в Труа ціій міліції було надано власний статут і перетворено на Орден тамплієрів.

## Канони
Хоча ухвалені Наблуським собором канони були добре відомі за часів Вільгельма Тірського, схоже, що лише одна їхня копія, збережена в церкві в Сідоні, пережила мусульманське завоювання королівства. Цей примірник потрапив до Європи, де до 1330 року знаходився в папській бібліотеці в Авіньйоні. Зараз він знаходиться у бібліотеці Ватикану, MS Vat. лат. 1345.
Копію було відредаговано Джованні Доменіко Мансі у XVIII столітті в збірці документів Sacrorum Conciliorum nova et amplissima, а нещодавно Бенджаміном З. Кедаром було опубліковано нове видання у Speculum (том 74, 1999). Кедар стверджує, що канони в основному походять від візантійської Еклоги, оприлюдненої Левом III і Костянтином V у 741 році. Кедар вважає, що канони були втілені в життя в XII столітті, хоча Марван Надер не погоджується з цим, оскільки вони не були включені в Книгу асизів Міщанського суду (Livre des Assises de la Cour des Bourgeois) та інші асизи Єрусалимського королівства, які були складені в XIII столітті.

### Десятина
Канони починаються з причин скликання собору — Єрусалим був уражений нашестям сарани та мишей протягом останніх чотирьох років, а держави хрестоносців загалом страждали від неодноразових нападів з боку мусульман. Вважалося, що необхідно виправити людські гріхи, для того, щоб Єрусалимське королівство надалі змогло процвітати.
Канони 1-3 стосуються десятини для церкви. Канон 1 — це обіцянка короля Балдуїна II сплатити Патріарху десятину з його власних королівських маєтків в Єрусалимі, Наблусі та Акрі. У каноні 2 Балдуїн II просить вибачення за десятину, яка не сплачувалась раніше і Вармунд прощає його від цього гріха в 3-му каноні. Це свідчить про те, що церква змогла відстояти свої права в Королівстві хрестоносців, здобувши перемогу в Боротьбі за інвеституру, яка все ще продовжувалась в Європі.

### Подружня зарада
Канони 4-7 стосуються подружньої зради. Канон 4 визначає покарання для чоловіка, підозрюваного у вчиненні перелюбу з дружиною іншого чоловіка; по-перше, йому має бути заборонено відвідувати таку жінку, а якщо він відвідає її знову, він повинен прийти до церкви і піддатися випробуванню розпеченим залізом, щоб довести свою невинність. Якщо буде доведено, що він вчинив перелюб, канон 5 постановляє, що він має бути кастрованим, а потім його слід вислати з королівства. Покарання для жінки, вчинившої перелюб — відрізання носа (відоме візантійське покарання), якщо тільки її чоловік не змилосердиться над нею, у такому випадку вони обидва повинні бути вигнані. Канон 6 стосується подібної ситуації для священнослужителів: якщо чоловік підозрює священнослужителя у відвідинах його дружини, священнослужителю слід спочатку заборонити відвідувати її; другий проступок має бути повідомлений церковному магістрату, а третій проступок призведе до деординації священнослужителя. Тоді він буде підданий тим самим покаранням, описаним у каноні 5. Канон 7 забороняє звіднику або повії «розбещувати дружину словами» і доводити її до перелюбу. Покарання, передбачене каноном 5 застосовуються і тут.

### Содомія
Канони 8-11 встановлюють покарання за содомію, це перша поява таких покарань у середньовічному законодавстві. Відповідно до канону 8, дорослий содоміт, «tam faciens quam paciens» (як активна, так і пасивна сторони), повинен бути спалений на вогнищі. Якщо ж пасивною стороною є дитина чи літня особа, канон 9 говорить, що тільки активну сторону слід спалити, і буде достатньо, щоб пасивна сторона покаялася, оскільки вважається, що вона згрішила проти своєї волі. Якщо содомія проти його волі, але він приховує це з будь-якої причини, канон 10 говорить, що він також буде засуджений як содоміт. Канон 11 дозволяє содоміту покаятися та уникнути покарання, але якщо буде виявлено, що він брав участь у содомії вдруге, йому буде дозволено покаятися знову, але буде вигнано з королівства.

### Сексуальні стосунки з мусульманами
Канони 12-15 стосуються сексуальних стосунків з мусульманами, важливого питання в Королівстві, де мусульмани значно переважали числом своїх латинських правителів. Канон 12 говорить, що чоловік, який добровільно має статеві стосунки з мусульманкою, повинен бути кастрований, а їй слід понівечити ніс. Якщо чоловік зґвалтує власну рабиню-мусульманку, згідно з каноном 13 вона повинна бути конфіскована державою, а він повинен бути кастрований. Якщо він зґвалтує чужу рабиню-мусульманку, канон 14 говорить, що він повинен бути підданий покаранню за перелюбників, зазначеному в каноні 5, тобто кастрований. Канон 15 стосується тієї ж теми для християнок: якщо християнка добровільно має статеві стосунки з мусульманином, вони обидва повинні бути піддані покаранню за перелюбників, але якщо вона була зґвалтована, то вона не буде притягнена до відповідальності, а мусульманин буде кастрований.
Канон 16 забороняє мусульманам одягатися як християни. Цей канон передвіщає подібний канон 68 Четвертого Латеранського Собору майже через сто років у 1215 році, який забороняє і євреям, і мусульманам приймати християнський одяг. Подібні закони були проголошені в Іспанії, де християни, євреї та мусульмани так само перемішалися.

### Двоєженство
Канони 17—19 стосуються двоєженства, ще однієї важливої теми, оскільки багато хрестоносців покинули свої родини в Європі. Якщо чоловік бере другу жінку, він повинен чинити покаяння до першої неділі Великого посту, але якщо він приховує свій злочин і його розкриють, його майно має бути конфісковано і він повинен бути вигнаний. Канон 18 дозволяє двошлюбність залишатися безкарною, якщо чоловік чи жінка несвідомо одружуються з кимось, хто вже одружений, якщо вони можуть довести своє невігластво. Якщо чоловік взяв другу дружину і бажає розлучитися з нею, канон 19 говорить, що він повинен довести, що він уже одружений, чи то випробуванням розпеченим залізом, чи то приводом свідків, які присягнуть за нього.

### Обмеження для священнослужителів
Канони 20-21 стосуються священнослужителів. У каноні 20 сказано, що священнослужителя не слід вважати винним, якщо він бере до рук зброю для самозахисту, але він не може брати до рук зброю з будь-якої іншої причини і не може діяти як лицар. Це було важливою проблемою для держав хрестоносців; Згідно з європейським законодавством священнослужителям загалом заборонялося брати участь у війні, але хрестоносцям потрібна була вся робоча сила, яку вони могли знайти, і лише рік тому Антіохію захищав патріарх після битви на Кривавому полі, одного з лих, про які йдеться в вступ до канонів. Канон 21 говорить, що монах або регулярний канонік, який відступив, повинен або повернутися до свого ордену, або піти у вигнання.

### Облудні звинувачення
Канон 22 просто забороняє фальшиві звинувачення.

### Крадіжки
Канони 23—25 стосуються крадіжки. Канон 23 говорить, що будь-кому, засудженому за крадіжку майна вартістю понад один безант, слід або відрубати руку, або ногу, або видалити око. Якщо майно коштувало менше, ніж один безант, його слід було таврувати на обличчі та публічно відшмагати. Крадене має бути повернуто, але якщо воно вже не у власності злодія, сам злодій стає власністю своєї жертви. Якщо злодія знову спіймають на крадіжці, йому слід або видалити другу руку, ногу чи око, або його слід убити. Якщо злодій був неповнолітнім, канон 24 каже, що його слід тримати під вартою, а потім відправити до королівського суду, але подальше покарання не вказано. Канон 25 говорить, що ці покарання також не застосовуються до баронів, які повинні підлягати лише вироку королівського суду.

## Підписанти
Свідки, які підписали канони, були переважно церковними особами і лише деякі з них були світськими баронами:

### Співголови
- Гармонд, патріарх Єрусалиму
- Балдуїн II, король Єрусалиму

### Архієпископи
- Єремара, архієпископ Кесарії

### Єпископи
- Бернард, єпископ Назарету
- Ансквітін, єпископ Вифлеєму
- Роджер, єпископ Рамли

### Прелати
- Гільдойн, абат церкви Св. Марії з Йосафатової долини
- Петро, абат гори Фавор
- Ахард, пріор храму Купол Скелі
- Арнальдус, пріор гори Сіон
- Жірард, настоятель Храму Гробу Господнього

### Світські сеньйори
- Паган, канцлер Єрусалиму
- Есташ де Греньє, сеньйор Кесарії та Сидону, конетабль Єрусалима
- Вільгельм де Бюр, князь Галілеї і Тіберії
- Барісан, констебль Яффо
- Балдуін, сеньйор Рамли

Підписанти з'являються після вступу та перед початком списку канонів.